# Stuart Parnaby
Stuart Parnaby (Durham, 1982. július 19. –) angol labdarúgó, jelenleg a Middlesborugh játékosa jobbhátvédként. Pályafutását a Middlesbrough akadémiáján kezdte, a felnőttcsapatban összesen több mint 100 mérkőzésen lépett pályára, mielőtt 2007-ben csatlakozott a Birmingham-hez.

## Külső hivatkozások
- Stuart Parnaby pályafutásának statisztikái a Soccerbase oldalon (angolul)

- Stuart Parnaby profilja a bcfc.com-on